# Рябов, Георгий Ильич
Георгий Ильич Рябов (23 августа 1938, Таллин, Эстония — 16 июня 2020) — советский футболист, защитник. Мастер спорта (1960).

## Биография
Заниматься спортом начал, играя в хоккей с шайбой. В 15 лет выступал за команду мастеров «Динамо» Таллин. Воспитанник детской команды «Динамо» (Таллин). Первый тренер — Э. Ю. Саар. На первой Спартакиаде народов СССР в 1956 году играл в составе футбольной сборной Эстонии. Там Рябова заметил главный тренер московского «Динамо» М. И. Якушин и предложил перейти в его команду, но Рябов решил, что он из-за своих недостаточных физических данных не пройдёт в основной состав, и отказался.
После призыва в армию в пограничные войска играл за «Динамо» Таллин. Якушин постоянно требовал от руководства таллинского клуба, чтобы Рябова перевели в Москву, однако ЦК компартии Эстонии и тренер Василий Лапшин ему в этом отказывали. В 1959 году после ухода Лапшина Рябова приказом перевели в Москву в МВД, и он заменил в московском «Динамо» Крижевского.
Был одним из сильнейших центральных защитников страны в 1960-е годы. Отличался мастерством выбора позиции, надёжно играл головой.
В 1963 году играл в сборной клубов СССР, в 1960 — во второй сборной СССР. 

В 1963—1965 гг. провёл 5 матчей в первой сборной.
В 32 года решил завершить карьеру футболиста, став дипкурьером в МИДе, где работал в 1971—1998 годах.

## Достижения
- Чемпионат СССР:

Чемпион (1): 1963
серебряный призёр (2): 1962, 1967
бронзовый призёр (1): 1960 года.
- Кубок СССР:

Обладатель (2): 1967, 1970
- В списках 33-х лучших футболистов страны (2): № 2 — 1962, № 3 — 1960.